# Guy Bristow
Guy Austin Bristow (sinh ngày 23 tháng 10 năm 1955) là một trung vệ bóng đá người Anh đã giải nghệ thi đấu ở Football League cho Watford. Sau đó ông thi đấu ở Norway cho Lillehammer FK.